# Eichelspitze
Die Eichelspitze ist ein 521,3 m ü. NHN hoher Berg. Er bildet nach dem Totenkopf (556,8 m ü. NHN) die zweithöchste Erhebung des Kaiserstuhls in Baden-Württemberg. Ihr Gipfel liegt am Ostrand dieses Mittelgebirges, nahe dem Treffpunkt der Gemarkungsgrenzen von Eichstetten, Bötzingen und Vogtsburg.

## Bruderhäusle und St. Erhardskapelle

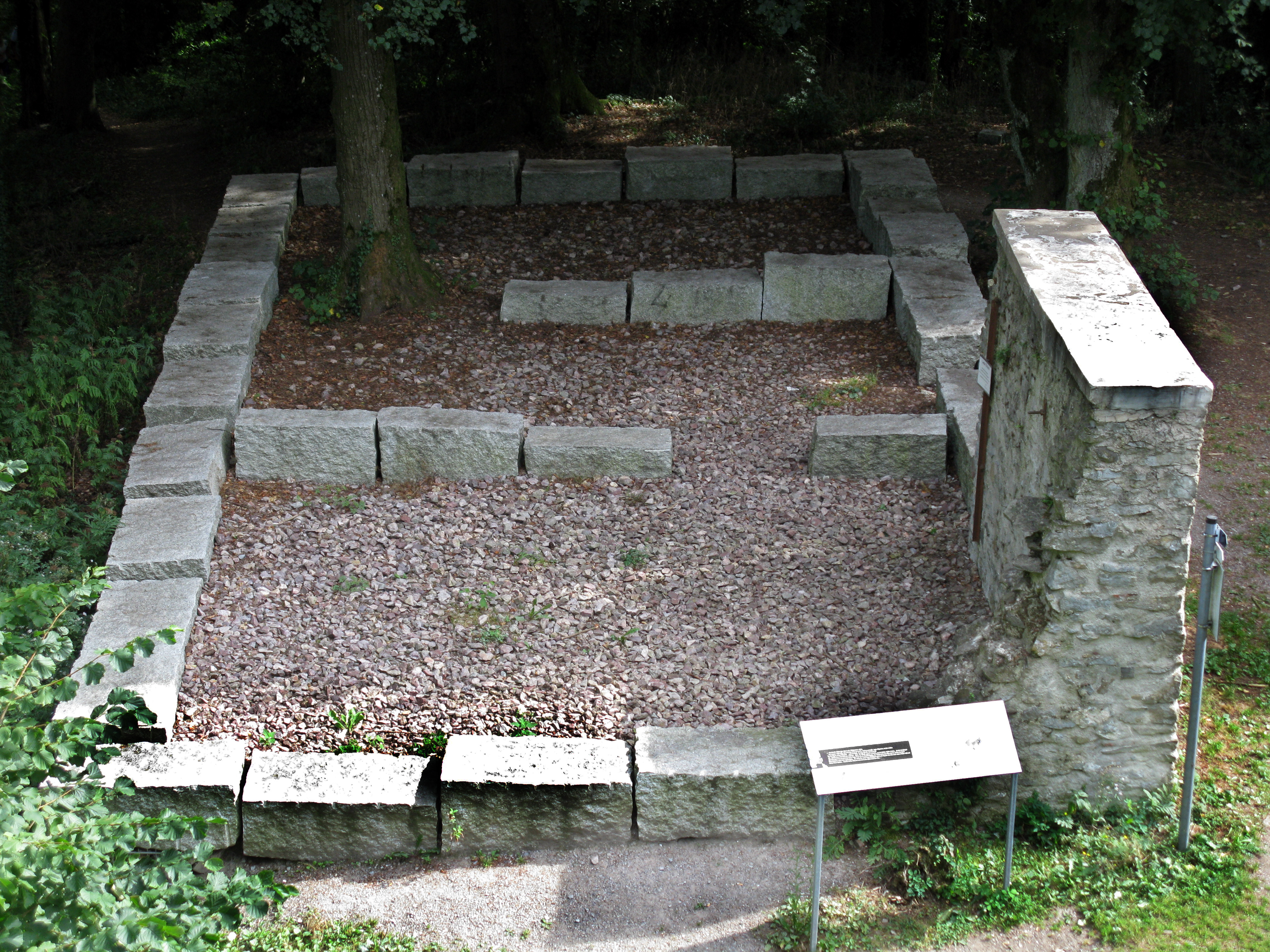
Mauerrest vom Bruderhäusle mit Grundrissandeutung

Auf dem Gipfel der Eichelspitze hat sich eine spätmittelalterliche, aus Küche und Schlafraum bestehende Eremiten-Einsiedelei mit angrenzender St. Erhards-Kapelle nachweisen lassen. Nach ersten Lesefunden von Hobbyarchäologen fanden die Reste der Gebäude besondere Beachtung, als im Zuge der Errichtung eines provisorischen Aussichtsturmes weitere Funde aus dem 14. bis 16. Jahrhundert zu Tage kamen. Bei der gezielten Grabung vor der Errichtung des heutigen Eichelspitzturmes (Eröffnung im Juli 2006) kamen unter anderem zahlreiche Ofenkacheln, Bruchstücke von Geschirrkeramik, Maultrommeln und eine Ringfibel aus Bronze hinzu, die einen guten Einblick in das alltägliche Leben der vor Ort lebenden Eremiten bieten.
Der Gebäudekomplex war Teil des in Sichtweite, 2,1 km (Luftlinie) entfernt gelegenen St. Petersklosters auf dem Neunlinden-Buck (555 m ü. NHN; Totenkopf-Nebengipfel), das Hesso von Baden-Hachberg einigen Pauliner-Ordensbrüdern 1387 übertrug. Die St.-Erhards-Kapelle wird unter anderem 1491 in einem Urbar der Eichstetter Pfarrei erwähnt, das die Einnahmen der kleinen Kirche thematisiert.
Da Eichstetten zur Herrschaft Hachberg gehörte und sich somit schon früh der Reformation anschloss, wurde die Einsiedelei wahrscheinlich in dieser Zeit aufgegeben. Schichten von Ofenbauteilen und Baumaterial lassen auf einen Abbruch des Gebäudes schließen. Vom einst von einem Graben umgebenen Gebäudekomplex von ungefähr 16 auf neun Meter (mittels Georadar nachgewiesen) ist heute noch ein Mauerrest von 4 m Breite und 2,5 m Höhe zu sehen. Die bauliche Struktur des Bruderhäusles ist seit der Eröffnung des Fundortes als Bodendenkmal durch eine Lage oberirdischer Granitblöcke nachgebildet.

## Eichelspitzturm

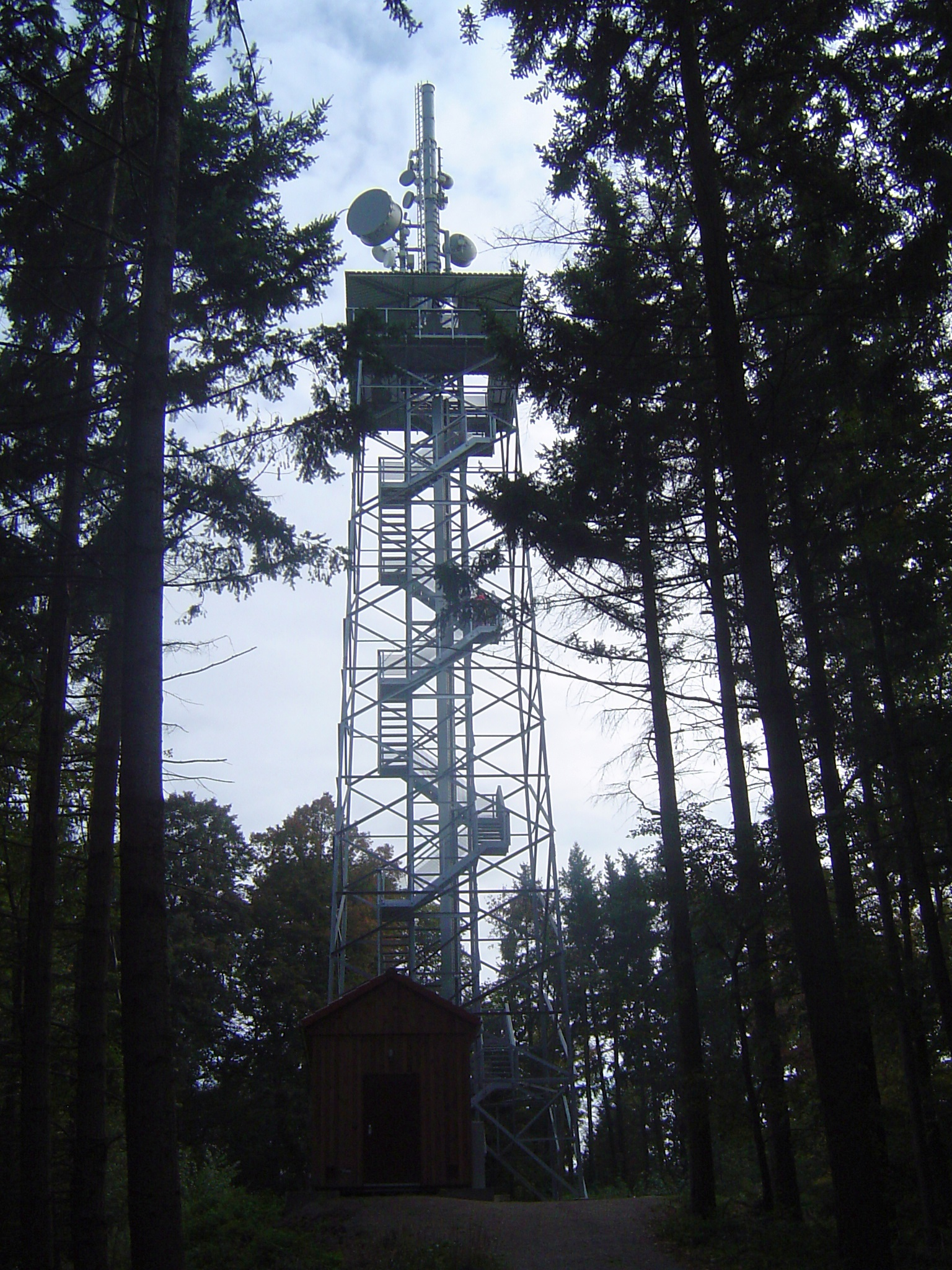
Der Eichelspitzturm im Jahr 2007

Seit Juli 2006 steht auf der Eichelspitze der insgesamt 42,5 Meter hohe Eichelspitzturm, der in einer Gemeinschaftsaktion der Gemeinden Eichstetten, Bötzingen, Bahlingen und Vogtsburg sowie des Fördervereins Eichelspitztum e. V., des Landes Baden-Württemberg und des Mobilfunkanbieters O2 realisiert wurde. Die Höhe der Besucherplattform beträgt 28 Meter; von dort bietet sich ein guter Rundumblick auf Kaiserstuhl, Schwarzwald und Vogesen.

## Besichtigung der Eichelspitze
Die Eichelspitze ist nicht mit dem Auto befahrbar, kann aber über einen als Rundweg konzipierten Geopfad erreicht werden, der im Samengarten der Stiftung Kaiserstühler Garten in Eichstetten startet. Der gut neun Kilometer lange Weg führt in etwa 1,5 Stunden über den alten Eichstetter Steinbruch zum Gipfel. Vom Parkplatz Fohrenbuck (Eichstetten) ist es etwa ein Kilometer Fußmarsch auf die Anhöhe. Die Eichelspitze ist auch gut vom Vogelsang-Pass (372 m ü. NHN) zwischen Bötzingen und Vogtsburg zu erreichen.